# Anna Wulff

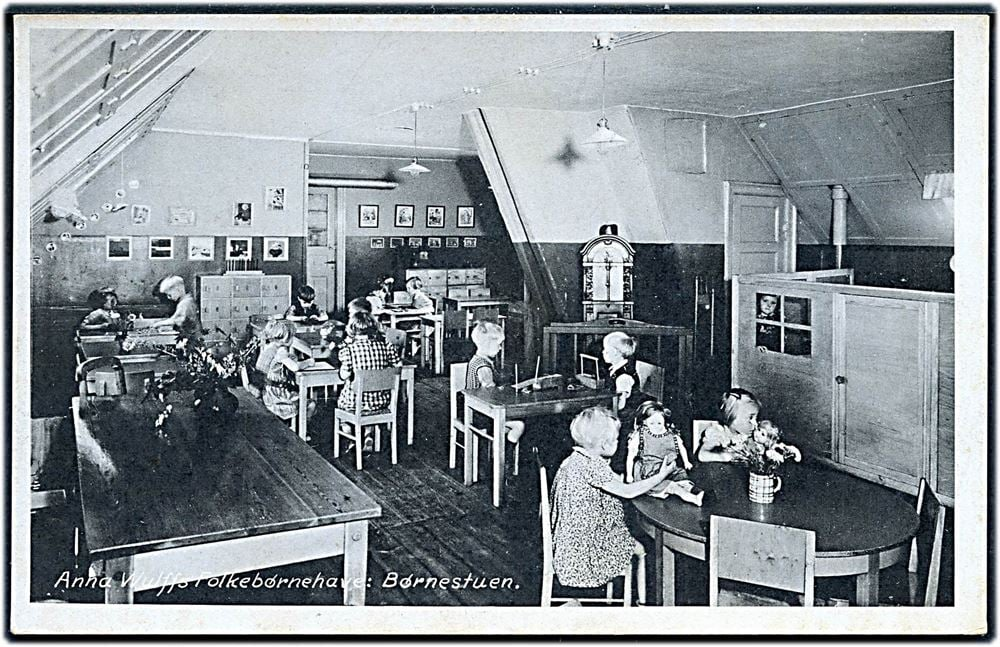
Anna Wulffs kindergarten på Prinsessegade 7 i Christianshavn i Köpenhamn

Anna Wulff, född 13 augusti 1874 i Frederiksberg i Danmark, död 7 januari 1935 i Søllerød i Danmark, var en dansk pionjär inom utbildningen av barnträdgårdslärare. Hon var dotter till den från Tyskland invandrade cigarrfabrikören Peter Wulff (1841-1898) och Emma Catharina Mathilde Heydorn (1846-1926). Hon var äldsta barnet och hade sex syskon, varibland språkforskaren Kurt Wulff och Bertha Wulff (1878-1975), som senare blev hennes närmaste medarbetare. Modern var intresserad av de tyska pedagogerna Johann Heinrich Pestalozzi och Friedrich Fröbels idéer. När syskonen blev äldre anställde familjen en Fröbel-utbildad pedagog, som drev förskola i hemmet, i vilken också några av grannens barn deltog.
Anna Wulff utbildade sig 1896-1897 till barnträdgårdslärare på Fröbelstiftelsen i Dresden och blev där bekant med idén om folkbarnträdgårdar. Hon ledde därefter en nyinrättad barnträdgård vid Schou och Trolles skola. På skolan inrättades också en utbildningsplats för en ettårig lärarkurs. Från 1897 till 1906 utbildade Anna Wulff 15 kvinnor där. Pestalozzi-Fröbel-Haus i Berlin inspirerade Anna Wulff i hennes arbete. 
År 1906 avskiljde hon seminariet som en självständig enhet, flyttade det till hyrda lokaler på Karen Kjærs Skole i Nørrebro och anställde två lärare. Den utvecklades till förskoleseminariet Fröbel-Højskolen. Samtidigt som utbildningen blev tvåårig 1918, fick Anna Wulff det första statliga bidraget till Fröbel-Højskolen. Fram till dess hade seminariet drivits med egna medel och elevavgifter.  
Vid sidan av sitt arbete som seminariechef var Anna Wulff engagerad i att driva idén om en offentlig förskola. Hon var kritisk mot 1800-talets institutioner för små barn - asylen - vars huvudsakliga uppgift hade varit att förvara och disciplinera barnen. Den offentliga förskolan skulle inte bara förvara barnen, utan också arbeta med dem pedagogiskt. År 1915 kunde hon, med hjälp av skolinspektör Helga Sahlertz, förverkliga sina planer på en offentlig förskola i Christianshavn, där Anna Wulffs offentliga förskola öppnade på Prinsessegade. Samtidigt flyttade också  Fröbel-Højskolen till Christianshavn. Anna Wulff flyttade också själv till området, eftersom hon ville vara bosatt i närheten av de familjer, som hon samarbetade med. I Christianshavn träffade hon Köpenhamns stadsläkare Richard Kjer-Petersen (1873-1953), vilket ledde till grundandet av Folkebørnehaveforeningen 1915. Denna bytte senare namn till Menighedsbørnehaverne, eftersom Richard Kjer-Petersen hade fått församlingarna att ställa lokaler till förfogande för det socialpedagogiska arbetet.
Till skillnad från asylen, som drevs med outbildad personal, anställde Anna Wulff enbart utbildade barnpedagoger. Hon förspråkade en daghemsform med heldagsnärvaro och högst 30 barn per pedagog. Under perioden 1915–1936 etablerades omkring 25 förskolor i denna form.  Anna Wulff hyrde en bit mark på Amager Fælled och anlade där förskolans trädgård, där familjer också kunde tillbringa tid på söndagarna. 
Anna Wulffs två förskolor i Köpenhamn finns fortfarande kvar.
Hon förblev ogift.